# Bol Bol
Bol Manute Bol (Khartoem, 16 november 1999) is een Zuid-Soedanees-Amerikaans basketbalspeler die uitkomt voor de Phoenix Suns. Hij speelt als center of power-forward.

## Biografie
Bol werd geboren in Khartoem als zoon van de voormalige basketballer Manute Bol. Reeds op 2-jarige leeftijd trok hij echter met zijn ouders naar de Verenigde Staten. Bol speelde vanaf 2018 in het college-basketbal voor de Oregon Ducks. Als gevolg van zijn  prestaties werd hij in 2019 gedraft door de Miami Heat, maar hij werd al snel betrokken in een ruil met de Denver Nuggets tegenover een toekomstige tweede ronde draft en geld.
Op 6 september 2019 tekende Bol een contract met de Nuggets, waarbij zijn speeltijd werd verdeeld met de Windy City Bulls in de NBA Development League. Op 24 november werd Bol teruggeroepen naar de Nuggets. Mede als gevolg van COVID-19 was het wachten tot zijn debuut voor de Denver Nuggets op 1 augustus 2020 tegen de Miami Heat. Begin 2022 werd Bol betrokken in diverse ruiloperaties in de NBA. Op 10 januari 2022 werd Bol voor Rodney McGruder en een tweede ronde draft geruild naar de Detroit Pistons. Enkele dagen later faalde Bol echter in zijn fysieke testen waardoor de deal ongeldig werd verklaard. Op 18 januari 2022 werd Bol geopereerd aan zijn rechtervoet waarna hij een dag later al werd betrokken in een nieuwe ruil: samen met PJ Dozier werd Bol verhandeld naar de Boston Celtics in een transactie tussen 3 teams waarbij de Celtics Juancho Hernangómez liet vertrekken naar de San Antonio Spurs en Bryn Forbes verhuisde van de Spurs naar de Nuggets. Vooraleer Bol ook maar 1 wedstrijd had gespeeld voor de Celtics werd hij op 10 februari 2022 samen met PJ Dozier al verhandeld naar Orlando Magic. Bol zou dit seizoen niet meer uitkomen voor Orlando, waarna hij op 7 juli 2022 een nieuw contract tekende bij Orlando.

## Statistieken
| Legenda | Legenda                | Legenda | Legenda                 | Legenda | Legenda               |
| ------- | ---------------------- | ------- | ----------------------- | ------- | --------------------- |
| WG      | Wedstrijden gespeeld   | WS      | Wedstrijden als starter | MPW     | Minuten per wedstrijd |
| 2P%     | Twee-punterpercentage  | 3P%     | Drie-punterpercentage   | VW%     | Vrije-worppercentage  |
| RPW     | Rebounds per wedstrijd | APW     | Assists per wedstrijd   | SPW     | Steals per wedstrijd  |
| BPW     | Blocks per wedstrijd   | PPW     | Punten per wedstrijd    | Vet     | Hoogste in carrière   |

### Reguliere NBA-seizoen
| Seizoen  | Team           | WG | WS | MPW  | 2P%  | 3P%  | FW%  | RPW | APW | SPW | BPW | PPW |
| -------- | -------------- | -- | -- | ---- | ---- | ---- | ---- | --- | --- | --- | --- | --- |
| 2019/20  | Denver Nuggets | 7  | 0  | 12,4 | 50,0 | 44,4 | 80,0 | 2,7 | 0,9 | 0,3 | 0,9 | 5,7 |
| 2020/21  | Denver Nuggets | 32 | 2  | 5,0  | 43,1 | 37,5 | 66,7 | 0,8 | 0,2 | 0,1 | 0,3 | 2,2 |
| 2021/22  | Denver Nuggets | 14 | 0  | 5,8  | 55,6 | 25,0 | 40,0 | 1,4 | 0,4 | 0,1 | 0,1 | 2,4 |
| Carrière | Carrière       | 53 | 2  | 6,2  | 47,8 | 37,8 | 66,7 | 1,2 | 0,3 | 0,1 | 0,3 | 2,7 |

### NBA-Playoffs
| Seizoen  | Team           | WG | WS | MPW | 2P%   | 3P%   | FW%   | RPW | APW | IPW | BPW | PPW |
| -------- | -------------- | -- | -- | --- | ----- | ----- | ----- | --- | --- | --- | --- | --- |
| 2019/20  | Denver Nuggets | 4  | 0  | 5,3 | 0,556 | 0,667 | 0,875 | 1,3 | 0   | 0,5 | 0,5 | 4,8 |
| Carrière | Carrière       | 4  | 0  | 5,3 | 0,556 | 0,667 | 0,875 | 1,3 | 0   | 0,5 | 0,5 | 4,8 |